# Смидт, Юханнус
Юханнус Смидт (норв. Johannes Smidt; 19 ноября 1887, Херад, Шведско-норвежская уния — 15 мая 1973, Осло, Норвегия) — епископ лютеранской церкви Норвегии; епископ Агдера (1951—1957).

## Биография
Родился 19 ноября 1887 года в Хераде (фюльке Вест-Агдер) в семье лютеранского священника Эдварда Смидта (Edvard Dahl Smidt) и его супруги Валборги Ханнестад (Valborg Hannestad).
В 1912 году получил диплом кандидата богословия, окончив Норвежскую теологическую школу.
С 1912 по 1914 год был секретарём «Norges kristelige studentforbund» (Норвежский христианский студенческий союз), а с 1914 по 1923 год служил в должности помощника священника в Саннефьорде.
В 1923 году был командирован в Лондон, заняв должность священника в Норвежской морской миссии.
В 1934 году вернулся в Осло, где служил в Уллерне душепопечителем (1934—1946), а позднее приходским священником (1946—1951).
В 1951 году был избран для ординации в епископа Агдера. В 1957 году был уволен на покой и, будучи уже на пенсии, был удостоен степени командора ордена святого Олафа.
Скончался 15 мая 1973 года в Осло и был похоронен 21 мая в Уллернской церкви, в которой он служит в течение долгих лет.

## Семья
- Жена — Юфрид Гримстведт (Jofrid Grimstvedt), в браке с 1914 года.
  - Сын — Кристиан Смидт[англ.] (1916—2013), норвежский литературовед.
  - Дочь — Вибеке Энгельстад[англ.] (1919—2004), норвежский психиатр.